# Franz Xaver Litschgi
Franz Xaver Litschgi (* 28. Oktober 1799 in Endingen am Kaiserstuhl; † 18. November 1855 in Freiburg im Breisgau) war ein deutscher Jurist und Abgeordneter der Badischen Ständeversammlung.

## Leben und Wirken
Litschgi wurde 1799 als Sohn eines städtischen Syndikus geboren und studierte nach dem Besuch des Gymnasiums ab dem Sommersemester 1816 Philosophie, dann Rechtswissenschaften an der Universität Freiburg im Breisgau. 1818 wurde er dort Mitglied der Alten Freiburger Burschenschaft. 1822 wurde er Rechtspraktikant, 1827 Hofgerichtsassessor, 1832 Hofgerichtsrat in Merseburg und 1834 dann in Freiburg. 1835 wurde er Oberhofgerichtsrat, wechselte 1836 nach Mannheim, wurde 1842 Hofgerichtsdirektor und 1845 Hofgerichtspräsident in Freiburg. Ab 1839 gehörte er als Abgeordneter der Zweiten Kammer des Badischen Landtags an, zuerst für den Wahlkreis 17 (Hornberg, Wolfach, Haslach), später für den Wahlkreis Freiburg 1. 1845 wurde er außerordentliches Mitglied des Staatsrates.
Er leitete im März 1849 das Hochverratsverfahren, den ersten Schwurgerichtsprozess in Baden, gegen die badischen Aufständischen Gustav Struve und Karl Blind, das mit außerordentlich milden Strafen endete. Zusammen mit Johann Baptist Bekk gab er das Gerichtsblatt Annalen der großherzoglich-badischen Gerichte heraus. Er war Träger des Ritterkreuzes vom Orden vom Zähringer Löwen.